# Тополовник
Тополовник је насеље у Србији у општини Велико Градиште у Браничевском округу. Према попису из 2022. било је 699 становника.

## Укратко о Тополовнику
Назив Тополовник је добијен од речи Топола, јер је некада давно село било окружено тим дрветом, па је и тако добило своје име. У прошлом веку Тополовник се из шума и брда, преселио на главни пут, и све више ширио према Куману и Кисиљеву. Тополовник је некада имао 500 домаћинстава, али се доста домаћинстава спојило. Тополовник се данас налази на Државном путу I реда М25.1, удаљен је од Великог Градишта 7км, Пожаревца 23км и Београда 100км. Тополовник је место окружено равницама са јужне стране, и брдима са северне стране. Као у већини села у Браничевском округу, и у Тополовнику је иста прича да већина становништва ради у иностранству. Незваничан податак је да око 800 Тополовчана ради у Трсту, има и неколицина мештана који раде у Бечу, Швајцарској, Француској и осталим земљама на Западу. Наравно има и мештана који су остали у Тополовнику, који се углавном баве пољопривредом или неким од приватних послова.

## Спорт
У Тополовнику постоји само један Фудбалски клуб "Слога". Фудбалски клуб Слога из Тополовника постоји од 1967. године. Клуб је у својој историји дугој скоро пола века игра махом у Општинској, Међуопштинској и Окружној лиги.
Најславнији период нашег клуба био је 90их година када ја наш тим био стандардан и увек међу првих 5 у Браничевској окружној лиги. Криза и ратови у нашој земљи су доста утицали и на Тополовник, тако да се крајем 90их година доста добрих фудбалера Слоге одселило ван Србије, а наш тим је полако почео фудбалски да тоне ка најнижој Општинској лиги.
Сезоне 2001/2002 наш тим је постао првак Општинске лиге Велико Градиште која је бројала тада 18 екипа, и отишла у виши ранг. Све је мирисало да се Слога враћа на старе стазе успеха, међутим у том рангу провела само једну сезону и поново се вратила у "џумбус".
У популарној "џумбусари" Слога проводи пуних 11 сезона!! И за тај период се сматра да је најлошији у историји ФК Слоге из Тополовника. Од тих 11 сезона, 9 сезона Слога није ни била међу ТОП 5 екипа у лиги.
У сезони 2011/2012 долазе нови људи на чело клуба, и враћају се играчи из Тополовника који су играли за друге клубове. ФК Слога ТОП (како се води у савезу) није успела те сезоне да избори пласман у виши ранг, јер је у последњем колу у Десини против истоимене екипе у директом окршају за пролаз изгубила 1:0, и ту сезону завршила на другој позицији.
У сезони 2012/2013 апсолутна доминација нашег тима у удруженој лиги Општина Велико Градиште и Голубац! Слога из Тополовника је завршила на првој позицији испред ФК Курјача. Касније у баражу Слога се састала са ФК Раденком за пролаз у МФЛ "Дунав" и била успешнија 4:0!
ФК Слога у сезони 2013/2014 се такмичи у МФЛ "Дунав".

## Школа
У Тополовнику постоји Основна школа „Иво Лола Рибар“. Постоји податак да је школа отворена у новој сазиданој школској згради далеке 1894. године са два одељења и два учитеља. Школу је подигао Милош Обреновић. Рад се обављао у комбинованим одељењима мушке и женске школе. Те године у мушкој школи било је уписано 143 ученика, а у женској 59 ученице. За време рата школа није радила. Поново је отворена 1919. године и тада је имала уписаних 204 ученика. Први учитељ и управитељ мушке основне школе био је учитељ трећег и четвртог разреда, Сава Бојанић. За учитељицу првог и другог разреда дошла је Јулка Миладиновић.
У току постојања школа је више пута реновирана. Данас школа броји око 40 ђака, а у школи налази се и вртић који броји око 20оро деце. Школа у Тополовнику је припојена је матичној Основној школи „Иво Лола Рибар“ у Великом Градишту школске 1957/58. године. Највећи део радова обављен је у периоду од 1991-1996. године када је урађена и нова фасада и уведено парно грејање. Школу окружује пространо двориште са уређеним травнатим површинама које украшавају руже и остало украсно шибље. У дворишту се налази и игралиште на коме се одвија настава физичког васпитања.

## Јепуријада
Јепуријада или зечијада је ловачко туристичка манифестација, која се одржава сваке године од 2001. у селу Тополовнику.
Идеја о организовању ловачке манифестације у организацији Ловачко удружења „Голуб“ из Великог Градишта и у договору са одговорним члановима ловачке секције Тополовника, први пут је реализована октобра 2001. године, после чега је манифестација почела да се ораганизује сваке године. Домаћин манифестације је Тополовник. Манифестација која обухвата такмичење у припремању ловачког гулаша од јепура (зеца), уз дружење и забаву.
На влашком језику зец се зове јепур, дугоуха и брзонога зверка, те отуда и назив „јепуријада“ или зечијада. Јепуријада је од 2006. године у календару манифестација Ловачког савеза Србије, а од 2009. у званичној туристичкој понуди општини Велико Градиште.
Манифестација је праћена културно-уметничким програмом који негује народну традицију, избором најбољег ђачког литерарног и ликовног рада на тему лова, изложбом ловачких трофеја, смотром ловачких паса са циљем окупљања наших људи из целог света, промоцију сеоског туризма и оживљавање села. Одржава се последње суботе у новембру и траје цео дан, до проглашења победника у справљању зечијег гулаша.
Ловишта око Тополовника су величине 1.800 хектара и погодна су за лов различитих врста дивљачи, као што су препелице, фазани, јаребице, зачеви, срндаћи, док дивљих свиња има само у пролазу. Сезона лова на зечева траје од 16. октобра до 31. децембра, с тим што је од 15 до 31. децембра дозвољено хватати само живе зечеве.

## Демографија
У насељу Тополовник живи 1459 пунолетних становника, а просечна старост становништва износи 41,5 година (39,5 код мушкараца и 43,3 код жена). У насељу има 300 домаћинстава, а просечан број чланова по домаћинству је 6.
Ово насеље је углавном насељено Србима (према попису из 2002. године), а у последња два пописа примећен је пад броја становника.
|  |

| Демографија | Демографија | Демографија |
| Година      | Становника  | Становника  |
| ----------- | ----------- | ----------- |
| 1948.       | 1.977       |             |
| 1953.       | 1.924       |             |
| 1961.       | 1.850       |             |
| 1971.       | 1.901       |             |
| 1981.       | 1.840       |             |
| 1991.       | 1.824       | 1.459       |
| 2002.       | 1.098       | 1.622       |
| 2011.       | 832         |             |

| Етнички састав према попису из 2002.‍ | Етнички састав према попису из 2002.‍ | Етнички састав према попису из 2002.‍ | Етнички састав према попису из 2002.‍ | Етнички састав према попису из 2002.‍ |
| ------------------------------------ | ------------------------------------ | ------------------------------------ | ------------------------------------ | ------------------------------------ |
|                                      |                                      |                                      |                                      |                                      |
| Срби                                 | Срби                                 |                                      | 1.542                                | 84,15%                               |
| Власи                                | Власи                                |                                      | 237                                  | 13,02%                               |
| Румуни                               | Румуни                               |                                      | 21                                   | 1,18%                                |
| Црногорци                            | Црногорци                            |                                      | 4                                    | 0,36%                                |
| Македонци                            | Македонци                            |                                      | 1                                    | 0,09%                                |
| непознато                            | непознато                            |                                      | 11                                   | 0,63%                                |

| Година пописа     | 1948. | 1953. | 1961. | 1971. | 1981. | 1991. | 2002. |
| ----------------- | ----- | ----- | ----- | ----- | ----- | ----- | ----- |
| Број домаћинстава | 402   | 392   | 390   | 361   | 360   | 340   | 300   |

| Број чланова      | 1  | 2  | 3  | 4  | 5  | 6  | 7  | 8 | 9 | 10 и више | Просек |
| ----------------- | -- | -- | -- | -- | -- | -- | -- | - | - | --------- | ------ |
| Број домаћинстава | 38 | 48 | 46 | 70 | 70 | 45 | 12 | 9 | 3 | 1         | 6,08   |

| Пол    | Укупно | Неожењен/Неудата | Ожењен/Удата | Удовац/Удовица | Разведен/Разведена | Непознато |
| ------ | ------ | ---------------- | ------------ | -------------- | ------------------ | --------- |
| Мушки  | 400    | 75               | 265          | 48             | 9                  | 3         |
| Женски | 479    | 55               | 304          | 105            | 13                 | 2         |
| УКУПНО | 879    | 130              | 569          | 153            | 22                 | 5         |

| Пол    | Укупно                    | Пољопривреда, лов и шумарство | Рибарство                            | Вађење руде и камена | Прерађивачка индустрија       |
| ------ | ------------------------- | ----------------------------- | ------------------------------------ | -------------------- | ----------------------------- |
| Мушки  | 270                       | 228                           | 0                                    | 1                    | 12                            |
| Женски | 285                       | 268                           | 0                                    | 0                    | 3                             |
| УКУПНО | 555                       | 496                           | 0                                    | 1                    | 15                            |
| Пол    | Производња и снабдевање   | Грађевинарство                | Трговина                             | Хотели и ресторани   | Саобраћај, складиштење и везе |
| Мушки  | 0                         | 2                             | 12                                   | 2                    | 3                             |
| Женски | 0                         | 0                             | 6                                    | 3                    | 0                             |
| УКУПНО | 0                         | 2                             | 18                                   | 5                    | 3                             |
| Пол    | Финансијско посредовање   | Некретнине                    | Државна управа и одбрана             | Образовање           | Здравствени и социјални рад   |
| Мушки  | 0                         | 1                             | 3                                    | 0                    | 1                             |
| Женски | 0                         | 1                             | 1                                    | 1                    | 1                             |
| УКУПНО | 0                         | 2                             | 4                                    | 1                    | 2                             |
| Пол    | Остале услужне активности | Приватна домаћинства          | Екстериторијалне организације и тела | Непознато            | Непознато                     |
| Мушки  | 1                         | 0                             | 0                                    | 4                    | 4                             |
| Женски | 0                         | 0                             | 0                                    | 1                    | 1                             |
| УКУПНО | 1                         | 0                             | 0                                    | 5                    | 5                             |

## Галерија слика
- Боровина изнад Тополовника
- Зима у Тополовнику
- Игранка у центру села
- ФК Слога 2012
- Бадње вече испред Цркве у Тополовнику
- "Кузмина" чесма на уласку у село
- Поглед на део села са Боровине
- Јесењи залазак сунца у Тополовнику
- Реновиран парк у центру села
- Улаз из правца Пожаревца